# Clayton (Oklahoma)
Clayton – miasto w Stanach Zjednoczonych, w stanie Oklahoma, w hrabstwie Pushmataha, położone na północnym brzegu rzeki Kiamichi.